# Linia kolejowa Bernburg – Calbe (Saale)
Linia kolejowa Bebitz – Alsleben – jednotorowa, lokalna linia kolejowa biegnąca przez teren kraju związkowego Saksonia-Anhalt, w Niemczech. Łączył Bernburg (Saale) z Calbe (Saale).